# 馬俊 (洪武進士)
馬俊（14世紀—15世紀），北直隸順天府豐潤縣杏西社人，明朝政治人物。

## 生平
馬俊個性正直忠誠，是洪武二十六年（1393年）的舉人，三十年（1397年）成夏榜進士，獲授詹事府錄事，永樂元年（1403年）陞監察御史，改任禮科給事中，彈劾不會顧忌權要，曾在出使遼東時途經豐潤，不用地方的馬夫馬匹，說：「我不敢連累父母之邦。」到宣德元年（1426年）因事被謫任交阯，死後入祀鄉賢祠。

## 引用
1. 1 2  光緒《豐潤縣志·卷五》：馬俊，杏西社人，洪武甲戌【丁丑】進士，正直忠誠，擢御史嚴飭憲度，改給事中，紏劾不避權要，七降七陞不易其介；出使遼東，道經本邑不用一夫一馬，曰：「吾不敢累父母之邦也。」其存心行事多類此，祀鄉賢。
2. ↑  光緒《豐潤縣志·卷五》：明進士……馬俊，洪武甲戌科張信榜【丁丑韓克忠榜】進士，歷官禮科給事中，入政事傳……明舉人……馬俊 洪武癸酉科舉人
3. ↑  《明太宗文皇帝實錄·卷二十一》：（永樂元年七月）戊寅陞……擢詹事府錄事馬俊，寧德縣知縣關可成，威海衛試經厯余延慶，寧遠縣丞黃童，玉山縣典史李傑，監生汪必先、鍾震、劉觀、郭林、金英、張翥、陳英、楊秦、劉寔、王文為監察御史。
4. ↑  《明宣宗章皇帝實錄·卷二十二》：（宣德元年十一月丙申）謫行在禮科給事中章雲、馬俊充吏交阯。